# Uilengat

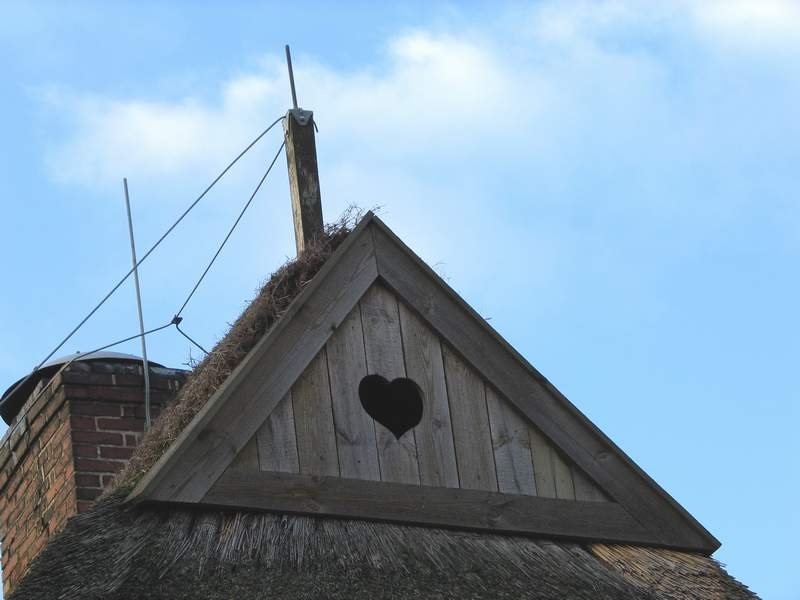
Uilengat

Een uilengat is een opening in de topgevel van muren, of in dakschilden, om uilen de gelegenheid te geven naar binnen en naar buiten te vliegen.
Uilen, die als muizenvangers te boek stonden, konden zich dan in graanschuren aan de muizen te goed doen, en aldus het graan tegen vraat beschermen.
De uilengaten kunnen rond, halfrond, ovaal of driehoekig zijn. In muren werden ze soms in groepjes aangebracht.
Naast hun oorspronkelijke functie dienden ze ook als ventilatie-opening.
Een bijzonder decoratieve uitvoering van het uilengat is het uilenbord.